# Bruno Ferrero (polityk)
Bruno Ferrero (ur. 2 czerwca 1943 w Belluno, zm. 15 kwietnia 2006 w Turynie) – włoski polityk i samorządowiec, poseł do Parlamentu Europejskiego (1979–1984, 1988–1989).

## Życiorys
W latach 60. współtworzył lewicowy magazyn „Il dialogue”. Należał do założycieli Włoskiej Partii Socjalistycznej Zjednoczonego Proletariatu (PSIUP) w regionie Doliny Aosty, później przeszedł do Włoskiej Partii Komunistycznej. Zasiadał w radzie miejskiej Aosty, został regionalnym sekretarzem PCI. Później przeniósł się do Turynu, został sekretarzem polityka Giorgio Amendoli. W 1979 wybrano go posłem do Parlamentu Europejskiego. W 1984 bez powodzenia ubiegał się o reelekcję, mandat uzyskał 31 stycznia 1988 w miejsce wybranego do krajowego parlamentu Diego Novellego. Przystąpił do Grupy Sojuszu Komunistycznego, należał m.in. do Komisji ds. Regulaminu i Petycji oraz Komisji ds. Rozwoju i Współpracy. Od 1992 do 1994 należał do władz regionu Doliny Aosty, odpowiadając za roboty publiczne, później odszedł z polityki.
Zmarł na zawał serca 15 kwietnia 2006.